# Brehminsel
Die Brehminsel ist eine knapp acht Hektar große Insel im Flusslauf der Ruhr im Essener Stadtteil Werden.

## Geschichte

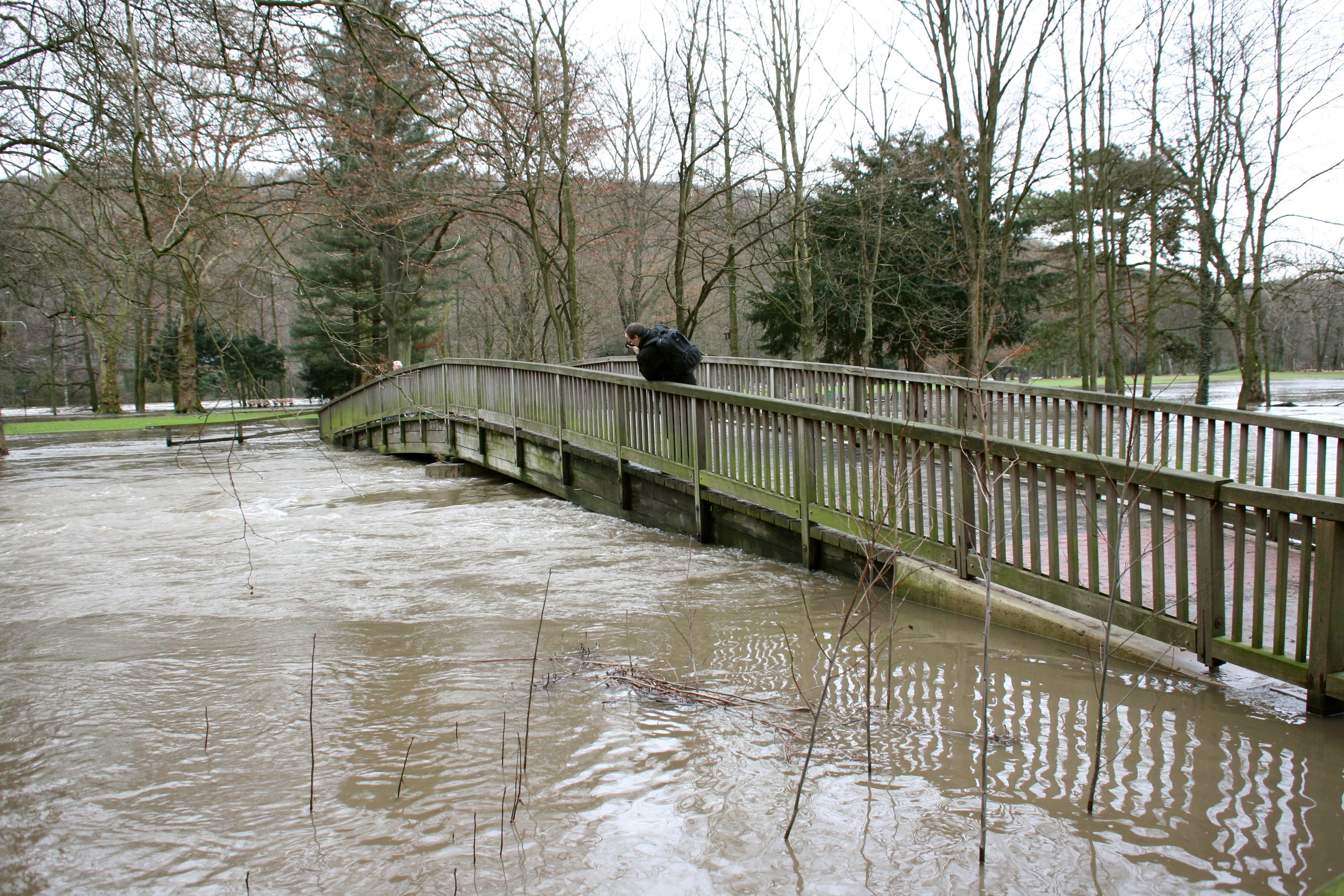
Ehemalige alte Brücke bei Hochwasser im Januar 2011

In alten Stadtplänen wird die Insel bis 1928 als Prim- oder Prieminsel bezeichnet. Danach tritt die heutige Bezeichnung Brehminsel auf. Brehm geht auf eine niederdeutsche Bezeichnung für Rand oder Ufer zurück. Im Volksmund wird die Insel auch einfach nur die Brehm oder der Brehm genannt.
Ab 1481 wurde die Insel an die Bürger der Stadt Werden verpachtet, die dort ihr Vieh weideten. 1572 ist erwähnt, dass die Insel als Viehweide der Abtei Werden genutzt wurde. Als sich Ende des 19. Jahrhunderts Tuchweberfabrikanten Villen am Ruhrufer errichteten, mietete der Fabrikant Huffmann die Insel zeitweise und ließ dabei den heutigen Baumbestand anlegen. Dennoch war die Insel grundsätzlich der Öffentlichkeit zugänglich. Der Gartenbauarchitekt Hoemann und der damalige Verschönerungsverein arbeiteten die Insel zur Parkanlage aus. Nachdem Werden 1929 zur Stadt Essen eingemeindet wurde, kam der Brehm an die Stadt. Nach dem Zweiten Weltkrieg ging die Insel 1945 in den Besitz des Landes Nordrhein-Westfalen über.

## Heutiger Charakter

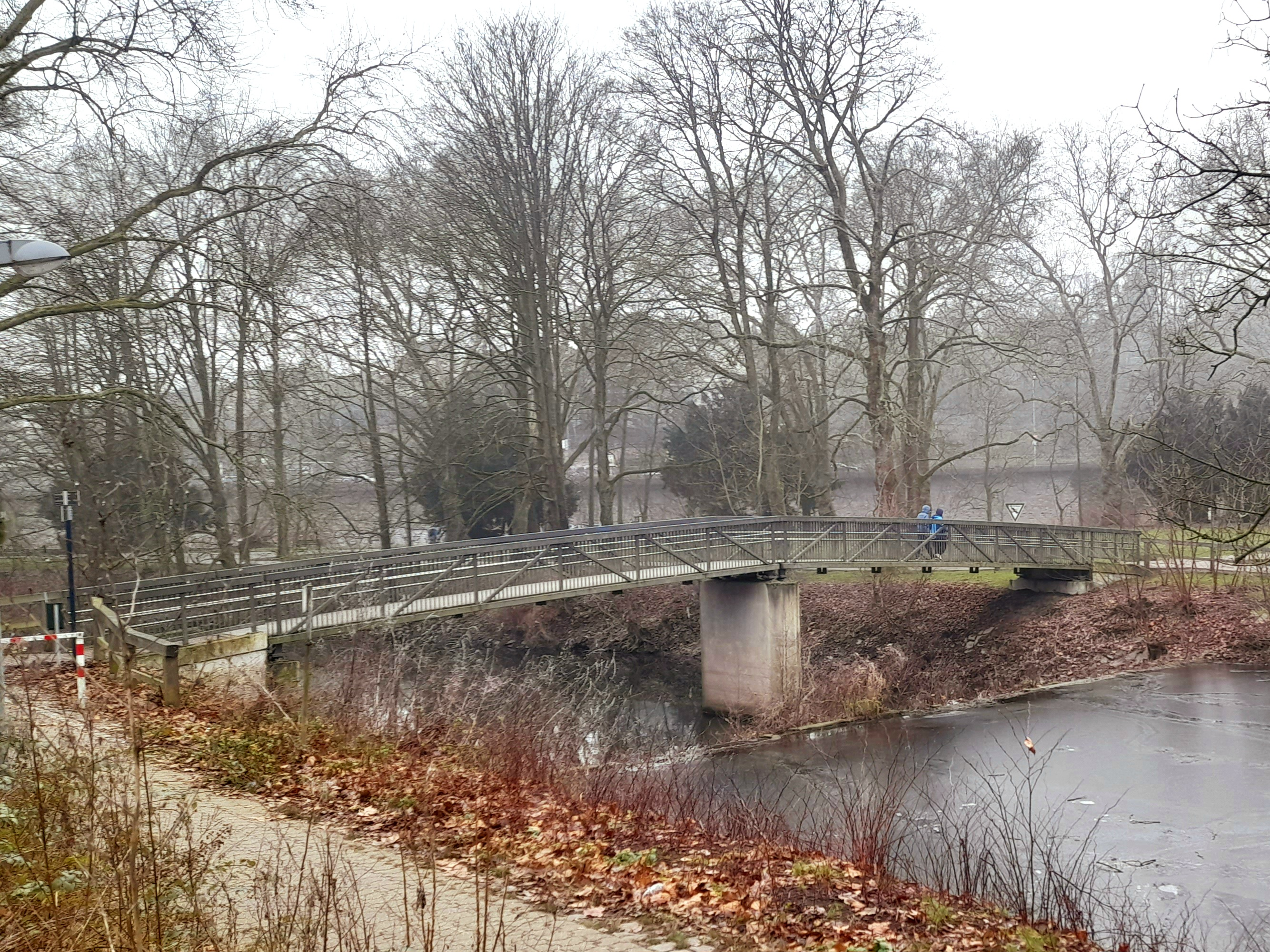
Brücke, Januar 2025

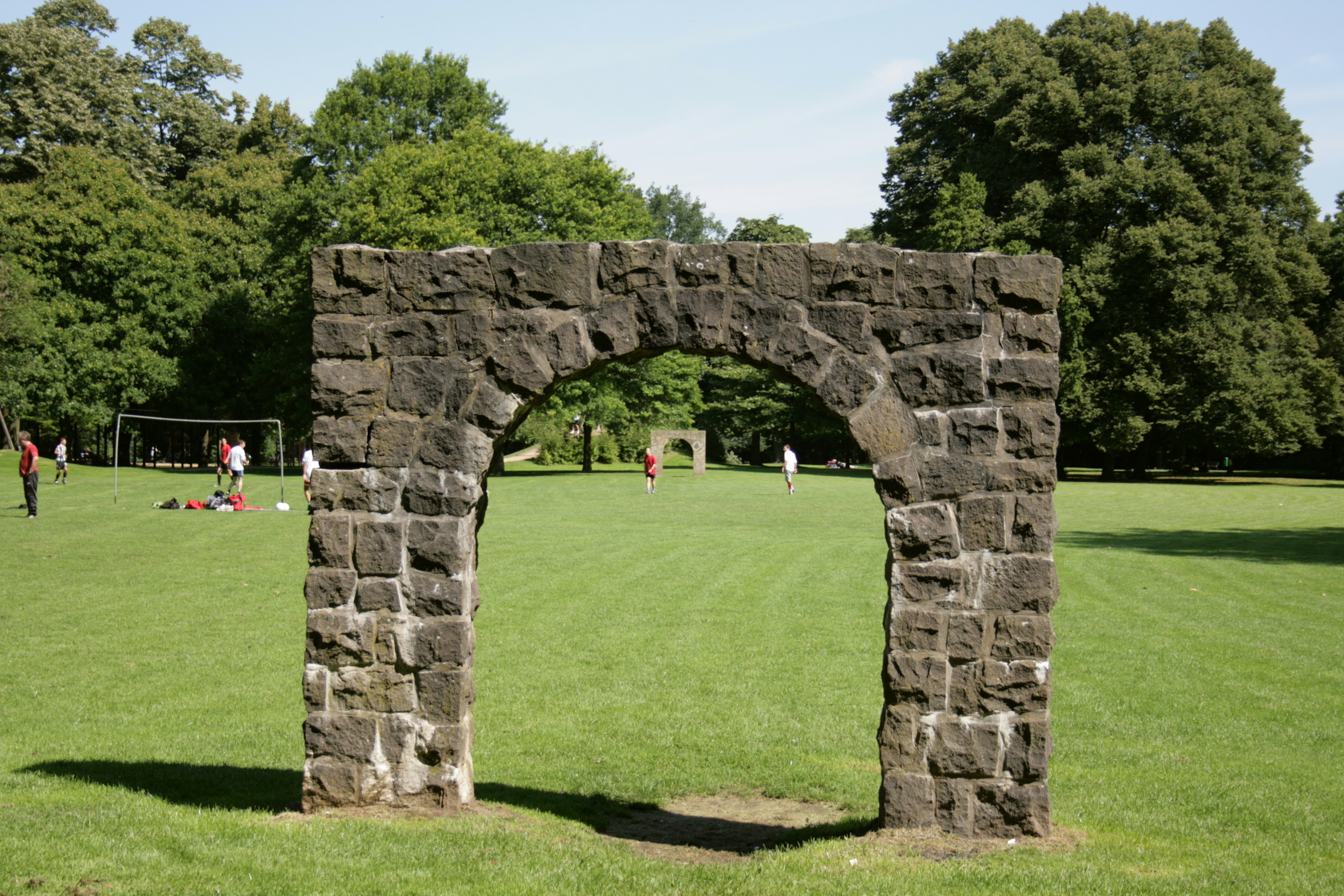
Kunstwerk Für die Ankommenden von Maria Nordman

Heute ist die Insel Werdens Stadtpark mit altem Baumbestand, einem Kinderspiel- und einem Fußballplatz sowie einer großen Wiese. Sie ist mit einer Fußgängerbrücke oberhalb des Fischwehres an das östliche Flussufer und die Altstadt von Werden angebunden. Hier am Ufer befindet sich im Sommer ein Tretbootverleih. Am nördlichen Ende der Brehminsel liegt die Schleuse Neukirchen und einige hundert Meter weiter nördlich das Sperrwehr des Baldeneysees.
Auf der großen Wiese befindet sich seit 1984 ein Kunstwerk der deutsch-US-amerikanischen Künstlerin Maria Nordman. Es sind die aus Basaltlava gehauenen Torbögen, einer im Norden, einer im Süden, genannt Insel Werden 1984 – heute. Im Juni 2016 wurden die beiden Bögen saniert und von der Künstlerin selbst neu enthüllt, dabei erhielt das Kunstwerk den neuen Namen Für die Ankommenden.
2005 wurde vom Gymnasium Essen-Werden ein Wohltätigkeitslauf auf der Brehminsel veranstaltet, an dem die Schüler für einen guten Zweck, hier für Kinder aus schwächeren sozialen Verhältnissen aus Essen, gelaufen sind.
Die Brehminsel war vom 18. November 2019 bis 4. März 2020 nicht begehbar, da der einzige Zugang von der Joseph-Breuer-Straße, die alte, verwitterte Holz-Fußgängerbrücke, zugunsten einer neuen Stahlkonstruktion erneuert wurde. Am 30. November 2019 wurde die alte Brücke abtransportiert. Sie war 1986 erbaut worden und zunächst für sechs Tonnen Belastung zugelassen. Diese Belastbarkeit wurde im Laufe der Jahre bis auf drei Tonnen herabgesetzt. Eine weitere Begrenzung war wegen der Nutzung von Fahrzeugen für den Unterhalt der Insel nicht möglich, so dass ein Neubau notwendig wurde.